# Campeonato Mundial de League of Legends 2019
El 2019 League of Legends World Championship (traducido como: Campeonato mundial de League of Legends 2019) fue la novena edición del torneo mundial del videojuego multijugador de arena de batalla en línea League of Legends. El campeonato del mundo se desarrolló en Alemania, España y Francia, con la participación de 24 equipos, representado a las diferentes regiones del mundo.
El tema principal del mundial fue Phoenix, elaborado por Riot Games en colaboración con Cailin Russo y la vocalista Chrissy Constanza del grupo de música Against The Current.

## Sedes
Se compitió en 4 diferentes sedes repartidas entre Alemania, España y Francia
| Berlín, Alemania | Berlín, Alemania                               | Madrid, España               | Paris, Francia                |
| ---------------- | ---------------------------------------------- | ---------------------------- | ----------------------------- |
| LEC Studio       | Verti Music Hall                               | Palacio Vistalegre           | AccorHotels Arena             |
| Fase de Play-In  | Fase de grupos                                 | Cuartos de final/Semifinales | Final                         |
| Capacidad: 174   | Capacidad: 2250                                | Capacidad: 15 000            | Capacidad: 20 300             |
|                  | Friedrichshain Mercedes-Platz Verti Music Hall | Palacio Vistalegre 01        | AccorHotels Arena Bercy,Paris |

## Participantes
Los equipos clasificados al campeonato mundial son los mejores posicionados en sus respectivas ligas regional. Estos se dividen en los participantes que comienzan a competir desde la Fase de Play-In o Fase de clasificación, donde los equipos representantes de las ligas más pequeñas y los terceros equipos clasificados de las cinco grandes ligas del mundo (excluyendo a China, quien tiene tres cupos directos a fase de grupos por ser la región del campeón mundial anterior) compiten por uno de los cuatro cupos que entrega esta el Play-In hacia la fase de grupos, donde esperan el resto de equipos que clasificaron directamente.
Como mínimo, cada equipo debe poseer 6 jugadores: cinco titulares y un suplente. Sin embargo, en esta edición, se permite un jugador suplente adicional de manera opcional, y hay equipos que asisten con su plantilla de siete o más jugadores completa.
| Región                         | Liga                          | Camino                               | Equipo                        | ID                            | Bombo                         |
| Empiezan en la fase de grupos  | Empiezan en la fase de grupos | Empiezan en la fase de grupos        | Empiezan en la fase de grupos | Empiezan en la fase de grupos | Empiezan en la fase de grupos |
| ------------------------------ | ----------------------------- | ------------------------------------ | ----------------------------- | ----------------------------- | ----------------------------- |
| China                          | LPL                           | Campeón del segundo torneo del año   | FunPlus Phoenix               | FPX                           | 1                             |
| China                          | LPL                           | Más puntos de campeonato             | Royal Never Give Up           | RNG                           | 2                             |
| China                          | LPL                           | Campeón de las Finales Regionales    | Invictus Gaming               | IG                            | 2                             |
| Europa                         | LEC                           | Campeón del segundo torneo del año   | G2 eSports                    | G2                            | 1                             |
| Europa                         | LEC                           | Campeón de las Finales Regionales    | Fnatic                        | FNC                           | 2                             |
| Norteamérica                   | LCS                           | Campeón del segundo torneo del año   | Team Liquid                   | TL                            | 1                             |
| Norteamérica                   | LCS                           | Más puntos de campeonato             | Cloud9                        | C9                            | 2                             |
| Corea del Sur                  | LCK                           | Campeón del segundo torneo del año   | SK Telecom T1                 | SKT                           | 1                             |
| Corea del Sur                  | LCK                           | Más puntos de campeonato             | Griffin                       | GRF                           | 2                             |
| TW/HK/MO                       | LMS                           | Campeón del segundo torneo del año   | J Team                        | JT                            | 2                             |
| TW/HK/MO                       | LMS                           | Más puntos de campeonato             | ahq e-Sports Club             | AHQ                           | 2                             |
| Vietnam                        | VCS                           | Campeón del segundo torneo del año   | GAM Esports                   | GAM                           | 2                             |
| Empiezan en la fase de Play-in |                               |                                      |                               |                               |                               |
| Europa                         | LEC                           | Segundo de las Finales Regionales    | Splyce                        | SPY                           | 1                             |
| Norteamérica                   | LCS                           | Campeón de las Regional Finals       | Clutch Gaming                 | CG                            | 1                             |
| Corea del Sur                  | LCK                           | Campeón de las Regional Finals       | Damwon Gaming                 | DWG                           | 1                             |
| TW/HK/MO                       | LMS                           | Campeón de las Regional Finals       | Hong Kong Attitude            | HKA                           | 1                             |
| Vietnam                        | VCS                           | Finalista del segundo torneo del año | Lowkey Esports                | LK                            | 2                             |
| CEI                            | LCL                           | Campeón del segundo torneo del año   | Unicorns of Love              | UOL                           | 2                             |
| Latinoamérica                  | LLA                           | Campeón del segundo torneo del año   | Isurus Gaming                 | ISG                           | 2                             |
| Turquía                        | TCL                           | Campeón del segundo torneo del año   | Royal Youth                   | RYL                           | 2                             |
| Brasil                         | CBLOL                         | Campeón del segundo torneo del año   | Flamengo eSports              | FLA                           | 3                             |
| Japón                          | LJL                           | Campeón del segundo torneo del año   | DetonatioN FocusMe            | DFM                           | 3                             |
| Oceanía                        | OPL                           | Campeón del segundo torneo del año   | Mammoth                       | MMM                           | 3                             |
| Sudeste Asiático               | LST                           | Campeón del segundo torneo del año   | MEGA                          | MEGA                          | 3                             |

### Desarrollo
Celebrada en Madrid, España (Cuartos de final y semifinales) y la final en París, Francia. Se disputó el 10 de noviembre de 2019 enfrentándose los equipos Fun Plus Phoenix y G2 Esports. Los semifinalistas fueron SK Telecom T1 e Invictus Gaming (campeón defensor).
| Lugar     | Equipo          | Jugadores                                                                                | Jugadores | Premio   |
| Lugar     | Equipo          | ID                                                                                       | Nombres | Premio   |
| --------- | --------------- | ---------------------------------------------------------------------------------------- | --- | -------- |
| 1.º       | FunPlus Phoenix | GimGoon Tian Xinyi (Suplente) Doinb Lwx Crisp Warhorse (Entrenador)                      | Kim Han-saem Gao Tianliang Chang Ping Kim Tae-sang Lin Weixiang Liu Qingsong Chen Ju-chih                                   | $834.375 |
| 2.º       | G2 Esports      | Wunder Thebaus (Suplente) Jankos Caps Perkz Mikyx promisq (Suplente) GrabbZ (Entrenador) | Martin Hansen Simon Hofverberg Marcin Jankowski Rasmus Winther Luka Perković Mihael Mehle Hampus Abrahamsson Fabian Lohmann | $300.375 |
| 3.º - 4.º | SK Telecom T1   | Khan Clid Haru (Suplente) Faker Teddy Effort Mata (Suplente) kkOma (Entrenador)          | Kim Dong-ha Kim Tae-min Kang Min-seung Lee Sang-hyeok Park Jin-seong Lee Sang-ho Cho Se-hyeong Kim Jeong-gyun               | $155.750 |
| 3.º - 4.º | Invictus Gaming | TheShy Duke (Suplente) Leyan (Suplente) Ning Rookie JackeyLove Baolan Mafa (Entrenador)  | Kang Seung-lok Lee Ho-seong Lu Jue Gao Zhenning Song Eui-jin Yu Wenbo Wang Liuyi Won Sang-yeon                              | $155.750 |